# Kia Corthron
Kia Corthron (Cumberland, Maryland, 1961. május 13. –) amerikai drámaíró, aktivista és televíziós forgatókönyvíró.

## Életrajz
Kia Corthron 1961. május 13-án született a marylandi Cumberland városában. Apja a környék papírgyárában dolgozott. Munkahelyén verőértágulat következtében hunyt el 51 évesen. Apja munkáját megfigyelve formálódott kifinomult és összetett igazságérzete, amely visszatérő témája műveinek. Corthron a főleg fehérek lakta ipari kisvárosban felnőve hamar vonzalmat érzett az írás iránt. Általános iskolai tanárai közül Mrs. Proudfootot említi azok között, akik bátorították, hogy írjon, bár maga az írás már korábban szinte természetszerűen jött. Mikor nővére iskolába kezdett járni, ő otthon rövidebb dialógusokat gyártott saját szórakoztatására, amelyeket ruhacsipeszekkel, ceruzákkal és egyéb háztartásbeli eszközök segítségével adott elő.
Corthron a marylandi egyetemen végzett kommunikáció- és film szakon. Bár egész idő alatt rengeteget írt, csak az utolsó egyetemi éveiben fordult kifejezetten a dámaírás felé. Több drámaírót is megemlít, akiknek a munkái komoly hatással voltak rá. David Rabe volt az első ilyen szerző, akinek felfokozott nyelvezete és műveinek politikai tartalma, főleg a vietnámi háborúhoz kapcsolódó drámái, lenyűgözték Corthront. Továbbá megemlíti Gerald Vizenor, Anne Proulx és Junot Diaz szerzőket, akiknek műveit szintén inspirálónak találta. Kreatív írás kurzuson kijelölték egy darab megírására. Egész szemeszterben a darab felülvizsgálatán és finomításán dolgozott, újra- és újraírva a szöveget, amelyet végül színpadra állítottak. A mű cselekménye egy Vietnámból hazatért veterán és annak nővérének történetét dolgozta fel. Nem annyira a mű, mint inkább maga az osztály közönségéből kiváltott hatás volt a lenyűgöző. A Theater Development Fund Sightlines nevű folyóiratának adott interjújában így nyilatkozott a darabot illetően: „Mikor eljött az idő a mű bemutatására, zavarban éreztem magam, mert az enyém fél óráig tartott, míg a többieké csupán öt percig (ötperces darab volt az elvárás), de elégedettséggel töltött el, mikor a fények kigyúltak és láttam társaimon a hatást, amelyet a darabom váltott ki belőlük.”
A másokra gyakorolt hatás volt, amely Corthront arra ösztönözte, hogy tovább fejlessze drámaírói képességeit. Miután megszerezte diplomáját, a drámaíró Lonnie Garter alkotói műhelyébe hívta őt egy évre a George Washington Egyetemre. Garter irányítása alatt Corthron jelentkezett a Columbia Egyetem képzőművészeti szakának mester szakára, ahol olyan tanárai voltak, mint Howard Stein, Glenn Young és Lavonne Mueller. 1992-ben, a mester diploma megszerzése után, darabokat írt és a Goodman chicagói színház felkérésre megírta a Seeking the Genesis című művét. A darab erős társadalomkritika szülőkről, akik ritalinnal tömik gyerekeiket és a kormányról, amely droghoz juttatja a fiatalokat megelőzvén az erőszak jelenlétét az utcákon.
Egyetemi tanulmányainak befejezése óta Corthron számos műhely-megbízást kapott, felolvasó estekre hívták, valamint színpadi és televíziós produkciók elkészítésében működött közre. Munkásságával számos kritikai és nézői elismerést zsebelt be. A chicagói Goodman színház megbízása óta több színház is felkéréssel fordult hozzá, ezzel is azt igazolva, hogy drámaíróként nem csak a tehetsége és az ereje, de Corthron mint szerző egyszerűen remek. Ilyen felkéréseket kapott többek között a londoni Royal Court Theatre-től, az alabamai Shakespeare fesztiválon szerepelt, megkereste őt az Atlantic Theater társulat, a Manhattan Theater Club, a Mark Taper Forum, a Public Media Foundation, a Childern’s Theatre Company és a National Public Radio. Számos jó hírű konferencián és projektben vett részt, többek között: a National Playwright Conference, Hedgebrook writer’s retreat, az Aubrey Skirball-Kenis színház projektjében, a Shenandoah International Playwrights Retreat, az Intiman Theatre, a Contemporary Theatre, a Genesis Festivalon a Crossroads Theatre Company munkájában, a The Public Theatre’s New Work Wow! Festival, Voice and Vision és a Circle Rep Lab produkcióiban.
Corthron következő könyve The Castle Cross the Magnet Carter 2016 januárjában fog megjelenni a Seven Stories Press kiadásában.

## Témái
Legtöbb munkája szociálpolitikai témákra épül, olyanokra melyekkel naponta találkozhatunk az újságokban. Például a 2000-ben íródott Force Continuum a rendőri brutalitás kérdését feszegeti, a Safe Box-ban egy olyan ipari létesítmény áll a középpontban, amely rákkeltő vegyszereket juttat a levegőbe és a vízbe. A kétfelvonásos Glimpse of the Ephemeral Dot című művében pedig ismét a háborús veteránok helyzetéhez tér vissza. A Life by Asphyxiation a halálbüntetés elleni irányvonalon haladó történet. A Splash Hatch on the E Going Down (Kérem, vigyázzanak, az ajtók záródnak! – Ruttkay Zsófia fordításában) a tinédzserkori terhességről és az afroamerikaiak mindennapi nehézségeiről ad élethű képet. Egyéb drámáiban visszatérő témák még a női bűnbandák, a börtönélet, a halálbüntetés, a fiatalkori erőszak és a fogyatékosság társadalmi megítélése. A politika iránti elkötelezettsége empátiával párosul. Ez köszön vissza legtöbb karakterében is. Szereplői gyakran emelkednek ki környezetükből szociális érzékenységükkel és tudatosságukkal. Mind széleskörűen, komolyan és kritikusan szemlélik a társadalmat.
Corthron A Cool Dip in the Barren Saharan Crick című művét 2010 márciusában adta elő először a Playwrights Horizons és a The Play Company, majd áprilisban szintén a Playwrights Horizons-hoz tartozó Peter Jay Theater New Yorkban. A darab központi figurája Abebe, egy afrikai papnövendék, aki egy aszály sújtotta amerikai kisvárosba érkezik, hogy tanulmányait bővítse a vallásról és a vízvédelemről. Egy tragikus sorsú anyánál és lányánál kap szállást, összebarátkozik egy fiatal árvával, akinek iránymutatásra van szüksége, és mindez idő alatt az akadályokkal szembenézve ragadós optimizmusát megőrzi. Rettenthetetlen módon szembeszáll a polgári és politikai erőkkel, amelyek új otthona környezetét fenyegetik.

## Nyelvezete
Olykor zeneinek, olykor rendellenesnek mondott nyelvezete és hanglejtése minden munkájában megfigyelhető. Bizonyos értelemben zeneszerűnek mondhatjuk és érezhetően fiatalkori élményei hatása tér vissza bennük.
Ez a gyors, élénk és szárnyaló nyelv beleillik a mai narratív írók műveinek sorába. Egyszerre jelenik meg afroamerikai dialektus, főleg Amiri Baraka és Adrienne Kennedy hatása, valamint a hagyományos brit drámák szerzői által alapított politikai művek jellegzetességével.

## Televíziós forgatókönyvei
Kia Corthron nem csak színházi, de sikeres televíziós karrierrel is dicsekedhet. A Drót (The Wire) című sorozat egyik epizódját, Know Your Place, ő jegyzi, valamint a The Jury című szintén népszerű sorozat Lamentation on Reservation epizódja is az ő munkája. Legutóbbi 2014-es munkája a Nate’s America cím epizód a My America tv-sorozatból.

## Humanitárius tevékenységek
2002-ben öt drámaíró kollégájával Palesztinába utazott, hogy felkeressék a West Bank és gázai színházakat. Ezt a szakmai pályázatot a minneapolisi Guthrie Theatre írta ki és kilenc drámaíró kapta meg a lehetőséget, hogy utazhassanak a világban és ehhez kapcsolódóan írjanak drámát.
2004-ben Corthron Libériát választotta úti célként. Éppen akkor látogatott el az országba, amikor az a kegyetlen polgárháborúból próbált talpra állni. Ott szerzett tapasztalatai alapján írta a Tap the Leopard című művét, amely az Egyesült Államok és Libéria közti történelmi kapcsolatot örökíti meg a kezdeti feszültségektől kiindulva, amely a szabad afroamerikai bevándorlók és a többségben lévő bennszülöttek között alakult ki a 19. században, egészen a késő 20. és 21. századi küzdelemig.

## Díjak, elismerések
Számos drámaírói pályázattal, munkájával és az irodalomra gyakorolt hatásával, sok díjat nyert el, többek között a Daryl Roth Creative Spirit Award, a Mark Taper Forum’s Fadiman Award, a NEA/TGC Theatre Residency Program for Playwrights, a Kennedy Center Fund for American Plays, a New Professional Theatre Playwriting Award, a Callaway Award, a Van Lier Fellowship és a Delaware Theatre Company versenyének díjazottja volt.
2014 októberében United States Artists (USA) ’Fellow in Theater’ cím nyerteseként, 50.000 dolláros támogatást nyert.
Ugyanebben az évben a Windham-Campbell Literature Prize dráma kategóriájában az egyik legnagyobb összeggel, 150.000 dollárral jutalmazták.

## A magyar színházakban
Kia Corthron színházi művei még nem annyira népszerűek Magyarországon, mint hazájában. Egyik leghíresebb darabja azonban már feldolgozásra került a FÜGE Produkció és a Rákospalotai Javítóintézet együttműködésében, melynek bemutatója 2012. november 20-án volt és Schwechtje Mihály rendezésében került színpadra Ruttkay Zsófia fordítása alapján.

### Szereplők
- Thyme – Laki Eleonóra
- Erry – Józan László
- Shaneequa – Jákovics Krisztina/Czene Alexandra
- Marjorie – Börcsök Enikő
- Ollie – Kardos Róbert

## Drámái
- Breath, Boom: Bemutató: London, Egyesült Királyság, Royal Court Theatre, 2000
- Bugs of the Pigs in the Lions: Bemutató: Chicago, Egyesült Államok, Goodman Theatre, 2009. december 11.
- Cage Rythm : Bemutató: Egyesült Államok, Long Warf Theatre, 1993
- Catnap Allegiance: Bemutató: Ohio, Egyesült Államok, Otterbien College Theatre
- Come Down Burning: Bemutató: Egyesült Államok, Long Warf Theatre, 1993
- Cool Dip In the Barren Saharan Crick: Bemutató: New York, Egyesült Államok, Playwrights Horizons Peter Jay Theatre, 2010. március 28.
- Digging Eleven: Bemutató: Egyesült Államok, Hartford Stage Company, 1999
- Force Continuum: Bemutató: 2001
- Life By Asphyxiation; Bemutató: Egyesült Államok, Playwrights Horizons, 1995
- Light Raise the Roof: Bemutató: 2004
- The Open Road Anthalogy : Bemutató: Louisville, Egyesült Államok, Humana Festival Actors Theatre of Loiusville, 2007
- Point of Revue: Bemutató: Minneapolis, Egyesült Államok, Mixed Blood Theatre Company, 2006
- Posh Pill
- Sam’s Coming: Bemutató: Chicago, Egyesült Államok, Goodman Theatre, 2005. november 1.
- Seeking the Genesis: Bemutató: Chicago, Egyesült Államok, Goodman Theatre, 1996
- Slide Glide the Slippery Road: Bemutató: Louisville, Egyesült Államok, Humana Festival Actors Theatre of Louisville, 2003
- Snapshot Silhoutte: Bemutató: 2004
- Splash Hatch on the E Gong Down (Kérem, vigyázzanak, az ajtók záródnak!): Bemutató: New Haven, Egyesült Államok, Yale Rep Theatre, 1997
- Steel Hammer: Bemutató: Louisville, Egyesült Államok, Humana Festival, 2015
- The Venus De Milo is Armed: Bemutató: Alabama, Egyesült Államok, Alabama Shakespeare Festival, 2003
- Wake Up Lou River: Bemutató: Egyesült Államok, Circle Rep Lab, 1992